# Translatewiki.net
translatewiki.net(번역위키닷넷)은 미디어위키로 모든 텍스트를 번역할 수 있도록 하는 미디어위키의 번역 확장 기능으로 작동하는 웹 기반의 번역 플랫폼이다.
세계에서 13번째로 문서 수가 가장 많은 위키이며, 약 5000명의 번역자가 있고, 미디어위키, 오픈스트리트맵, 미포스, 생명의 백과사전 등을 포함하는 20개가 넘는 프로젝트의 문자열 5만 개가 있다.

## 특징
translatewiki.net과 엔진의 주요 특징인 번역 확장 기능은 위키이고, 진입 장벽이 낮거나 없으며, 그래서 누구나 쉽게 기여할 수 있다.

## 역사
처음에는 베타위키로 시작하여 미디어위키 메시지를 번역할 수 있도록 지원했다. 이후 translatewiki.net으로 이름이 바뀌면서 FreeCol과 같이 다른 웹 사이트의 번역을 지원하기 시작했다.

## 지원 포맷
- 미디어위키 인터페이스와 문서
- GNU gettext
- 자바 속성
- 안드로이드 문자열 자료
- INI
- Dtd
- PHP 파일
- 자바스트립트
- Json
- 파이썬싱글
- 루비야미
- 야미

## 지원 사이트
- 미디어위키와 미디어위키 확장 기능
- 툴서버
- 위키아
- FreeCol
- 오픈스트리트맵
- 생명의 백과사전
- 맨티스BT
- FUDforum
- 위키미디어 모바일 앱
- pywikipedia
- 공용 모바일 애플리케이션

## 참고
1. ↑  m:List of largest wikis, 2013년 3월.
2. ↑  통계
3. ↑  실시간 지역화 통계, 핀란드 언어 예시.
4. ↑  translatewiki.net celebrates – so do I, post for 6th birthday by Niklas Laxström, 22 April 2011.